# Белфилд (Северная Дакота)
Белфилд (англ. Belfield) — город, расположенный в округе Старк штата Северная Дакота в США. Население по переписи 2010 года составляло 800 жителей. Город был основан в 1883 году.
Белфилд находится на пересечении двух главных дорог I-94 и шоссе 85. Его развитие сильно зависит от процветающей нефтяной промышленности в районе. В городе есть несколько предприятий, в том числе ряд ресторанов и гостиниц.

## Климат
В городе Белфилд умеренно-холодный климат. Количество осадков значительное. По классификации Кёппена — холодный семиаридный климат (индекс BSk).
| Показатель                    | Янв.  | Фев. | Март | Апр. | Май  | Июнь | Июль | Авг. | Сен. | Окт. | Нояб. | Дек.  | Год  |
| ----------------------------- | ----- | ---- | ---- | ---- | ---- | ---- | ---- | ---- | ---- | ---- | ----- | ----- | ---- |
| Средний суточный максимум, °C | −4,6  | −0,9 | 4,5  | 12,7 | 19,6 | 24,7 | 29,0 | 28,5 | 21,8 | 15,0 | 4,8   | −2,1  | 13,0 |
| Средняя температура, °C       | −10,7 | −7   | −1,7 | 5,7  | 12,2 | 17,3 | 20,9 | 20,1 | 13,8 | 7,5  | −1,4  | −8,1  | 5,7  |
| Средний суточный минимум, °C  | −16,7 | −13  | −7,9 | −1,3 | 4,9  | 10,0 | 12,9 | 11,8 | 5,8  | 0,0  | −7,5  | −14,1 | −1,3 |
| Норма осадков, мм             | 10    | 9    | 16   | 40   | 62   | 86   | 53   | 41   | 38   | 24   | 12    | 10    | 401  |
| Источник: Климат Белфилда     |       |      |      |      |      |      |      |      |      |      |       |       |      |

## Ссылка
1. ↑  United States. Bureau of the Census 2016 U.S. Gazetteer Files (англ.) — Washington, D.C.: U.S. Census Bureau, 2016.
2. ↑  Перепись населения США 2020 года / под ред. Бюро переписи населения США
3. ↑  2010 Census Redistricting Data (Public Law 94-171) Summary File. American FactFinder. United States Census Bureau. Дата обращения: 2 мая 2011. Архивировано из оригинала 21 июля 2011 года.